# Двадцать пять злотых (1822—1825)
Двадцать пять злотых 1822—1825 годов — золотые монеты номиналом в 25 злотых, выпускаемые в Российской империи с 1822 по 1825 годы для обращения в Царстве Польском, введены взамен предыдущих двадцати пяти злотых 1817—1819 годов с отсутствующим буртиком. Были изъяты из обращения 1 мая 1847 года.

## Описание
Монета отчеканена из золота 916 пробы на диске диаметром 18,2 миллиметра и весом 4,91 грамма, гурт монеты рифлёный, с буртиком. Согласно золотомонетной системе двадцать пять злотых Алексендра I основаны на кёльнской марке. Все монеты были выпущены Варшавским монетным двором общим тиражом в 3370 штук:
- 1822 год — 1124 штуки[5][6];
- 1823 год — 479 штук[7][8];
- 1824 год — 612 штук[9][10];
- 1825 год — 636 штук[11][12].

По принятой в Польше и некоторых других странах десятибалльной шкале оценки степени редкости в зависимости от количества известных монет, двадцать пять польских злотых 1822—1825 годов имеют степень редкости R4 (чеканка 1822 и 1824 годов) и R5 (чеканка 1823 и 1825 годов).

### Аверс
На аверсе изображён профиль Александра I, обращённый вправо, окружённый надписью ALEXANDER I CESARZ SA. W. ROS. KRÓL POLSKI (с пол. — «Александр I Император, самодержец Всероссийский, король Польский»). В отличие от двадцати пяти злотых 1817—1819 годов размер головы императора уменьшен.

### Реверс
На реверсе изображён средний герб Царства Польского, то есть двуглавый орёл, увенчанный тремя коронами и держащий в правой лапе меч и скипетр, в левой — державу, на груди орла геральдический щит с гербом Польского королевства под королевской короной и пологом. Под левой и правой лапами орла буквы «I» и «B» — инициалы минцмейстера Варшавского монетного двора Якоба Беника. Под инициалами год выпуска (разделённый, то есть 18 и 22, например, а не 1822). Справа от орла вдоль края надпись 52 Z GRZ. CZ. KOL (с пол. — «52 штуки из чистой кельнской марки»), слева номинал 25 ZŁOT POLSKI. (с пол. — «25 польских злотых»).